# Ерня
Ерня (рум. Ernea) — село у повіті Сібіу в Румунії. Адміністративно підпорядковане місту Думбревень.
Село розташоване на відстані 234 км на північний захід від Бухареста, 58 км на північний схід від Сібіу, 93 км на південний схід від Клуж-Напоки, 105 км на північний захід від Брашова.

## Населення
За даними перепису населення 2002 року у селі проживали 479 осіб.
Національний склад населення села:
| Національність | Кількість осіб | Відсоток |
| -------------- | -------------- | -------- |
| румуни         | 283            | 59,1%    |
| цигани         | 145            | 30,3%    |
| угорці         | 51             | 10,6%    |

Рідною мовою назвали:
| Мова      | Кількість осіб | Відсоток |
| --------- | -------------- | -------- |
| румунська | 295            | 61,6%    |
| циганська | 136            | 28,4%    |
| угорська  | 48             | 10,0%    |